# Chonuu
Chonuu (ros. Хонуу) – wieś w Rosji, w Jakucji, w Ułusie momskim. Miejscowość jest siedzibą tego ułusu.
W 2010 roku we wsi mieszkało 2476 osób.